# 邱震海
邱震海（英文名：Peter Qiu，1962年—），上海人，为凤凰卫视时事评论员、国际问题研究者。

## 简历[1]
邱震海于1962年出生于上海，1984年毕业于华东师范大学外语系德语专业，同年秋天考入同济大学德语系攻读研究生，1987年获硕士学位。1990年-1997年留学德国，后在图宾根大学获得博士学位。1997年赴港工作，先后任香港《文汇报》外交新闻高级记者、香港创新发展集团推广总监、德国之声驻港特派员、澳门大学兼职讲师。
目前为凤凰卫视评论员及主持人、同济大学和上海交通大学兼职教授、华东师范大学顾问教授、新加坡联合早报专栏作家，伦敦国际战略研究所资深会员和东南亚和欧洲报刊战略问题专栏作家。

## 主持节目
- 《寰宇大战略》
- 《震海听风录》
- 《大外交新思维》（已停播）
- 《开卷八分钟》（代班）

## 著作
- 《2020大变局：你的机遇在哪里》，东方出版社，ISBN 9787506099608
- 《当务之急：2014-2017年中国的最大风险》，东方出版社，ISBN 9787506072311
- 《德国：一个冬天之后的神话》，复旦大学出版社，ISBN 9787309019797
- 《中日需要“亚洲大智慧”: 邱震海论中日关系》，同济大学出版社，ISBN 9787560834665
- 《访与思——中国人成熟吗》，东方出版社，ISBN 9787506062381